# Habib Ali Kiddie
Habib Ali Kiddie (ur. 7 grudnia 1929 w Delhi, zm. w 1987) – pakistański hokeista na trawie. Dwukrotny medalista olimpijski.
Brał udział w trzech igrzyskach (IO 52, IO 56, IO 60), na dwóch zdobywając medale: srebro w 1956 i złoto cztery lata później. W reprezentacji Pakistanu w latach 1950-1964 rozegrał 48 spotkań i zdobył 2 bramki. Występował w pomocy.